# Wald-Paramomaus
Die Wald-Paramomaus (Thomasomys silvestris) ist ein in Ecuador endemisches Nagetier in der Gattung der Paramo-Mäuse. Die Art ähnelt der Langschwanz-Paramomaus (Thomasomys ischyrus) und ist vermutlich mit dieser nah verwandt.

## Merkmale
Diese mittelgroße Paramomaus erreicht eine Kopf-Rumpf-Länge von 95 bis 127 mm, eine Schwanzlänge von 139 bis 157 mm und hat 28 bis 30 mm lange Hinterfüße. Gewichtsangaben fehlen und die Ohren sind etwa 18 mm lang. Die Haare der Oberseite sind an den Wurzeln grau und an den Spitzen dunkel Erdfarben (Umbra). Es gibt keine deutliche Grenze zur grauen Unterseite mit braunen und pflaumenfarbenen Tönen. Typisch sind recht lange Vibrissen und ein schmaler Schwanz der nur wenige Haare trägt. Er ist überwiegend braun mit etwas hellerer Unterseite, während die Spitze weiß ist. Die braunen Hinterfüße sind recht schmal.

## Verbreitung und Lebensweise
Dieses Nagetier lebt in den zentralen Anden von Ecuador zwischen 1800 und 4500 Meter Höhe. Es hält sich in der Hochlandsteppe Páramo, in angrenzenden Buschländern und in offenen Wäldern auf. Zu weiteren Aspekten des Verhaltens ist nichts bekannt.

## Gefährdung
In tieferen Lagen können sich Forstwirtschaft und die Umwandlung der Wälder in Ackerland negativ auswirken. Die IUCN schätz die Gesamtpopulation als groß ein und listet die Wald-Paramomaus als nicht gefährdet (least concern).